# Wereldkampioenschap voetbal 2018 (Groep D) IJsland - Kroatië
Dit artikel gaat over de wedstrijd in de groepsfase in groep D tussen IJsland en Kroatië die gespeeld werd op dinsdag 26 juni 2018 tijdens het wereldkampioenschap voetbal 2018. Het duel was de veertigste wedstrijd van het toernooi.

## Voorafgaand aan de wedstrijd
- IJsland stond bij aanvang van het toernooi op de tweeëntwintigste plaats van de FIFA-wereldranglijst.[1]
- Kroatië stond bij aanvang van het toernooi op de twintigste plaats van de FIFA-wereldranglijst.[2]
- Deze confrontatie tussen de nationale elftallen van IJsland en Kroatië was de zevende in de historie.[3]
- Het duel vond plaats in de Rostov Arena in Rostov aan de Don. Dit stadion werd in 2017 geopend en kan 45.000 toeschouwers herbergen.

## Wedstrijdgegevens[4]
| Datum                | 26 juni 2018                                                                                    | 26 juni 2018                                                                                    |
| Wedstrijdnummer      | 40                                                                                              | 40                                                                                              |
| Stadion              | Rostov Arena, Rostov aan de Don                                                                 | Rostov Arena, Rostov aan de Don                                                                 |
| Toeschouwers         | 43.472                                                                                          | 43.472                                                                                          |
| Scheidsrechter       | Antonio Mateu Lahoz                                                                             | Antonio Mateu Lahoz                                                                             |
| Assistenten          | Pau Cebrián Devís Roberto Díaz Pérez                                                            | Pau Cebrián Devís Roberto Díaz Pérez                                                            |
| Vierde official      | John Pitti                                                                                      | John Pitti                                                                                      |
| Videoscheidsrechters | Paolo Valeri Elenito Di Liberatore (assistent) Gery Vargas (assistent) Felix Zwayer (assistent) | Paolo Valeri Elenito Di Liberatore (assistent) Gery Vargas (assistent) Felix Zwayer (assistent) |
| Man van de wedstrijd | Milan Badelj                                                                                    | Milan Badelj                                                                                    |
|                      | IJsland                                                                                         | Kroatië                                                                                         |
| Doelpunten           | 1                                                                                               | 2                                                                                               |
| Gele kaarten         | 3                                                                                               | 2                                                                                               |
| Rode kaarten         | 0                                                                                               | 0                                                                                               |
| Wissels              | 3                                                                                               | 3                                                                                               |
| Schoten op doel      | 6                                                                                               | 2                                                                                               |
| Schoten naast doel   | 8                                                                                               | 8                                                                                               |
| Overtredingen        | 10                                                                                              | 12                                                                                              |
| Hoekschoppen         | 10                                                                                              | 5                                                                                               |
| Buitenspel           | 1                                                                                               | 0                                                                                               |
| Balbezit (%)         | 41                                                                                              | 59                                                                                              |

| IJsland | 1 – 2           | Kroatië |
| Gylfi Sigurðsson 76' (pen.) | goals (assists) | 53' Milan Badelj (Josip Pivarić) 90' Ivan Perišić (Milan Badelj)                                                                                                  |
| Heimir Hallgrímsson | bondscoach      | Zlatko Dalić |
| Hannes Þór Halldórsson Birkir Már Sævarsson Sverrir Ingi Ingason Ragnar Sigurðsson 70' Hörður Björgvin Magnússon Aron Gunnarsson Emil Hallfreðsson Jóhann Berg Guðmundsson Gylfi Sigurðsson Birkir Bjarnason 90' Alfreð Finnbogason 85' | opstellingen    | Lovre Kalinić Tin Jedvaj Vedran Ćorluka Duje Ćaleta-Car Josip Pivarić 65' Luka Modrić Milan Badelj 70' Marko Pjaca 81' Mateo Kovačić Ivan Perišić Andrej Kramarić |
| Björn Bergmann Sigurðarson 70' Albert Guðmundsson 85' Arnór Ingvi Traustason 90' | wissels         | 65' Filip Bradarić 70' Dejan Lovren 81' Ivan Rakitić |
| Emil Hallfreðsson 59' Alfreð Finnbogason 64' Birkir Már Sævarsson 84' | gele kaarten    | 14' Marko Pjaca 83' Tin Jedvaj |
| | rode kaarten    | |